# Liste der Baudenkmäler in Neureichenau
Auf dieser Seite sind die Baudenkmäler in der niederbayerischen Gemeinde Neureichenau zusammengestellt. Diese Tabelle ist eine Teilliste der Liste der Baudenkmäler in Bayern. Grundlage ist die Bayerische Denkmalliste, die auf Basis des Bayerischen Denkmalschutzgesetzes vom 1. Oktober 1973 erstmals erstellt wurde und seither durch das Bayerische Landesamt für Denkmalpflege geführt wird. Die folgenden Angaben ersetzen nicht die rechtsverbindliche Auskunft der Denkmalschutzbehörde.
 Die Liste gibt den Fortschreibungsstand vom 9. Juli 2019 wieder und umfasst 37 Baudenkmäler.

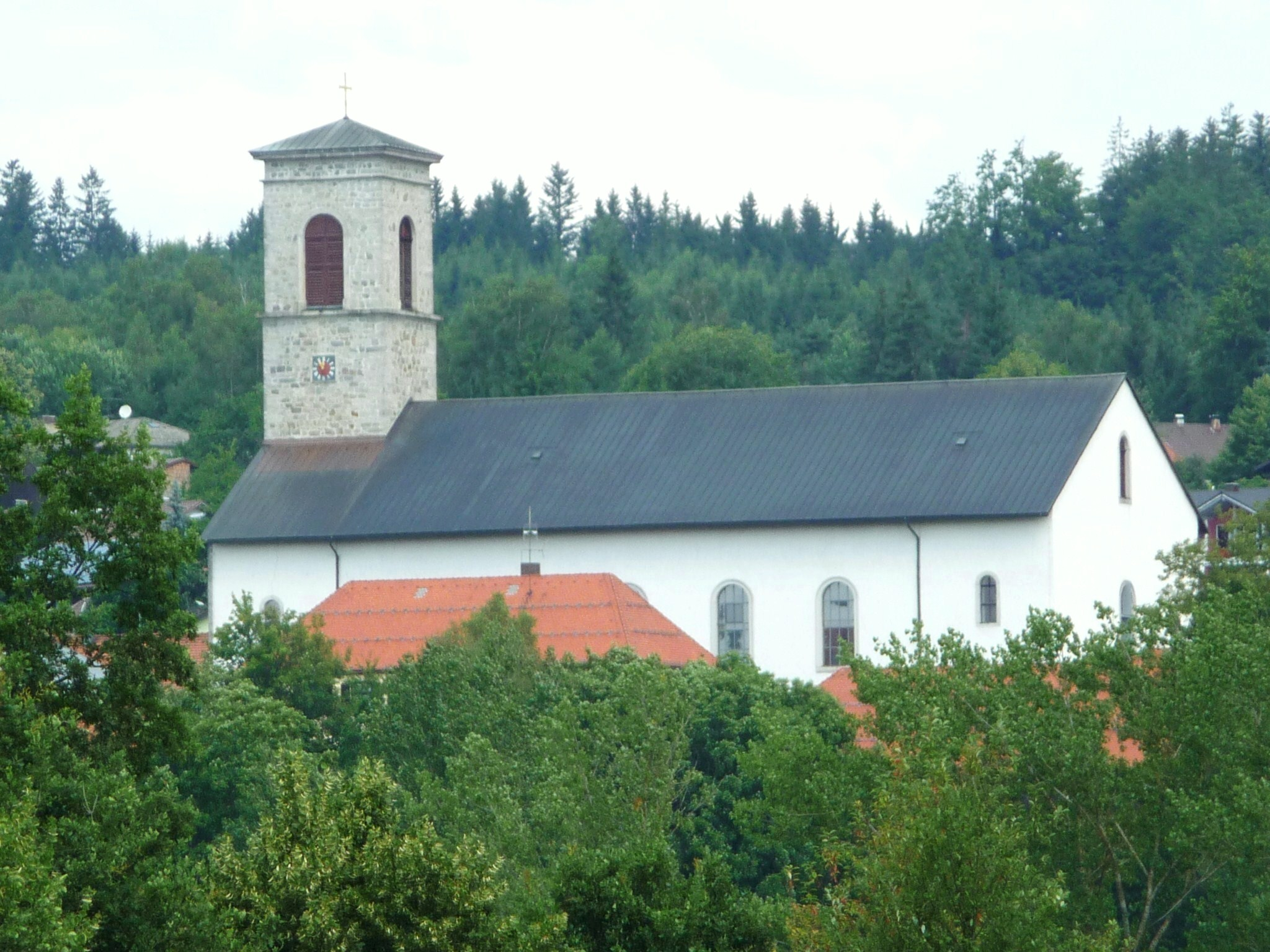
Pfarrkirche St. Leonhard in Neureichenau

## Baudenkmäler nach Ortsteilen

### Neureichenau
| Lage                                               | Objekt                               | Beschreibung | Akten-Nr.     | Bild           |
| -------------------------------------------------- | ------------------------------------ | --- | ------------- | -------------- |
| Dreisesselstraße 1 (Standort)                      | Gasthaus                             | Zweigeschossiger Walmdachbau, Obergeschossfenster und Portal mit Werksteinrahmung, bezeichnet 1820. | D-2-72-136-2  | BW             |
| Dreisesselstraße 10 Dreisesselstraße 16 (Standort) | Katholische Pfarrkirche St. Leonhard | Saalkirche mit Satteldach und integriertem Chor, Westturm mit Ädikula-Portalvorhalle, Westfassade und Turm in sichtbarem Granit-Bruchsteinmauerwerk, 1834/38; mit Ausstattung; Friedhofsmauer, Granit-Bruchsteinmauerwerk, 19. Jahrhundert. | D-2-72-136-1  | weitere Bilder |
| Dreisesselstraße 14 (Standort)                     | Pfarrhof                             | Zweigeschossiger Walmdachbau, Sohlbankgesimse und Segmentbogenfenster aus Werkstein, Westseite mit Verschindelung, 2. Viertel 19. Jahrhundert.                                                                                              | D-2-72-136-49 | BW             |

### Altreichenau
| Lage                     | Objekt                                | Beschreibung | Akten-Nr.    | Bild |
| ------------------------ | ------------------------------------- | --- | ------------ | ---- |
| Dorfstraße 23 (Standort) | Katholische Pfarrkirche St. Sigismund | Saalkirche mit Halbwalmdach und eingezogenem Rechteckchor, Chorflankenturm mit Pyramidendach, aus sichtbarem Granit-Bruchsteinmauerwerk, 1932, erweitert 1948/49; mit Ausstattung | D-2-72-136-3 | BW   |

### Gänswies
| Lage                   | Objekt        | Beschreibung | Akten-Nr.    | Bild |
| ---------------------- | ------------- | --- | ------------ | ---- |
| Gänswies 14 (Standort) | Wohnstallhaus | Eingeschossiger Flachsatteldachbau mit Tür- und Fenstergewänden aus Haustein, bezeichnet 1834, im Kern wohl älter | D-2-72-136-5 | BW   |

### Gern
| Lage               | Objekt     | Beschreibung | Akten-Nr.    | Bild |
| ------------------ | ---------- | --- | ------------ | ---- |
| Gern 1 (Standort)  | Wegkapelle | Kleiner Satteldachbau über rechteckigem Grundriss, Ende 19. Jahrhundert; mit Ausstattung.                               | D-2-72-136-7 | BW   |
| Gern 12 (Standort) | Wegkapelle | Satteldachbau über quadratischem Grundriss, mit verschindelten Traufseiten, 2. Hälfte 19. Jahrhundert; mit Ausstattung. | D-2-72-136-6 | BW   |

### Gsenget
| Lage                                               | Objekt              | Beschreibung | Akten-Nr.     | Bild |
| -------------------------------------------------- | ------------------- | --- | ------------- | ---- |
| Hauptstraße 6 (Standort)                           | Bauernhaus          | Zweigeschossiger Walmdachbau, Bruchsteinmauerwerk, Westseite steinsichtig, Süd- und Ostseite verputzt, 2. Viertel 19. Jahrhundert, Türsturz bezeichnet 1883; Nebengebäude, zweigeschossiger Flachsatteldachbau, Erdgeschoss Bruchsteinmauerwerk, darüber Holzständerwerk, 19. Jahrhundert.                    | D-2-72-136-9  | BW   |
| Jägerstraße 19, Großgsenget (Standort)             | Hakenhof            | Zweigeschossiger winkelförmiger Baukörper, Westflügel mit Satteldach, Ostflügel mit Walmdach und Dachreiter, mit Treppenpodest und Konsolbalkon, Türsturz bezeichnet 1835; Austrag- oder Inhaus, eingeschossiger Satteldachbau mit Kniestock, Bruchsteinmauerwerk, Nordteil Holzständerwerk, bezeichnet 1835. | D-2-72-136-8  | BW   |
| Kapellenstraße 1 (Standort)                        | Kapellenausstattung | Kruzifix und Heiligenfiguren, Holz, farbig gefasst, 18./19. Jahrhundert; in moderner Wegkapelle. | D-2-72-136-10 | BW   |
| Kernberg 12 (Standort)                             | Wegkreuz            | Holzkruzifix, farbig gefasst, in Schutzgehäuse, Mitte 19. Jahrhundert; an der Straße Gsenget-Neureichenau. | D-2-72-136-12 | BW   |
| Kr FRG 57, Abzweigung nach Kleingsenget (Standort) | Bildstock           | Toskanische Säule auf Würfelpostament mit Inschrift, Granit, bezeichnet 1777. | D-2-72-136-11 | BW   |

### Hinterfreundorf
| Lage                          | Objekt      | Beschreibung | Akten-Nr.     | Bild |
| ----------------------------- | ----------- | --- | ------------- | ---- |
| Hinterfreundorf 65 (Standort) | Waldlerhaus | Eineinhalbgeschossiger Flachsatteldachbau mit Blockbau-Kniestock und Giebelschrot, Erdgeschoss aus gefugtem Bruchsteinmauerwerk, 1. Viertel 19. Jahrhundert | D-2-72-136-14 | BW   |

### Klafferstraß
| Lage                                                     | Objekt                                   | Beschreibung | Akten-Nr.     | Bild |
| -------------------------------------------------------- | ---------------------------------------- | --- | ------------- | ---- |
| Auwiesen; Raumreut (Standort)                            | Bildstock                                | Pestsäule, schlanke toskanische Säule auf Postament, darüber Laterne mit Bildnische und Inschrift, Granit, bezeichnet 1798. | D-2-72-136-24 | BW   |
| In Klafferstraß (Standort)                               | Arma-Christi-Kreuz                       | Holz, farbig gefasst, Mitte 19. Jahrhundert; neben der Kapelle. | D-2-72-136-25 | BW   |
| In Klafferstraß (Standort)                               | Kapelle                                  | Satteldachbau mit spitzbogigen Fenstern, Vorhalle und Giebelreiter, 1880/81; mit Ausstattung. | D-2-72-136-19 | BW   |
| Klafferstraß 4 (Standort)                                | Bildstock                                | Gebauchte toskanische Säule mit Laterne und Kugelaufsatz, Granit, bezeichnet 1799. | D-2-72-136-21 | BW   |
| Klafferstraß 64 (Standort)                               | Vierseithof                              | Wohnhaus, eingeschossiger Satteldachbau mit Kniestock, Erdgeschoss Steinbau, oberer Teil in Blockbauweise, Fenstergewände aus Granit, Ende 18. Jahrhundert; Stall, eingeschossiger Halbwalmdachbau mit Kniestock, Bruchsteinmauerwerk, bezeichnet 1791 und 1817; Stadel, eingeschossiger Satteldachbau, Holzständerwerk mit geschnitzten und bemalten Verblattungen, bezeichnet 1861; Traidkasten, zweigeschossiger Halbwalmdachbau, Erdgeschoss Steinbau, Obergeschoss in Blockbauweise, 18./19. Jahrhundert. | D-2-72-136-16 | BW   |
| Klafferstraß 65 (Standort)                               | Wohnhaus                                 | Ehemaliges Inhaus zu Nr. 64, eingeschossiger Massivbau mit flach geneigtem Satteldach und rundbogiger Haustür, bezeichnet 1864, im Kern älter. | D-2-72-136-52 | BW   |
| Klafferstraß 66 (Standort)                               | Wohnhaus                                 | Ehemaliges Inhaus zu Nr. 67, eingeschossiger Massivbau mit Satteldach und Fenstergewänden aus Granit, 18./19. Jahrhundert. | D-2-72-136-53 | BW   |
| Klafferstraß 70 (Standort)                               | Ehemaliges Bauernhaus des Schmöllergütls | Zweigeschossiger Halbwalmdachbau, Bruchsteinmauerwerk mit Eckquaderung, wohl 18. Jahrhundert, Ostgiebel durch Abbruch der oberen Geschosse des Wirtschaftsteils freigelegt. | D-2-72-136-17 | BW   |
| Klafferstraß 100 (Standort)                              | Wohnteil eines ehemaligen Bauernhauses   | Eingeschossiger Flachsatteldachbau mit Kniestock, Erdgeschoss in sichtbarem Quadermauerwerk, bezeichnet 1805. | D-2-72-136-18 | BW   |
| Klafferstraß 113 (Standort)                              | Wohnhaus                                 | Nebengebäude der Lanzmühle, eingeschossiger Massivbau mit Mansardwalmdach und Fensterrahmungen aus Werkstein, Portal bezeichnet 1829. | D-2-72-136-15 | BW   |
| Weggabelung an der St 2130 nach Spillerhäuser (Standort) | Wegkapelle                               | Rechteckiger Satteldachbau mit barocker Fensterrahmung, 1774, offene Vorhalle mit dorischen Granitsäulen, bezeichnet 1856; mit Ausstattung. | D-2-72-136-20 | BW   |

### Lackenhäuser
| Lage                        | Objekt                                          | Beschreibung | Akten-Nr.     | Bild           |
| --------------------------- | ----------------------------------------------- | --- | ------------- | -------------- |
| Lackenhäuser 34 (Standort)  | Traidkasten                                     | Ehemals zugehörig zu einem Vierseithof, eingeschossiger Halbwalmdachbau, Bruchsteinmauerwerk, wohl 1. Drittel 19. Jahrhundert. | D-2-72-136-28 | BW             |
| Lackenhäuser 50 (Standort)  | Katholische Filialkirche St. Konrad von Parzham | Saalkirche mit Steildach und eingezogenem Rechteckchor, Dachreiter mit Spitzhelm, Granitsteinmauerwerk mit Ziegeleinfassungen, 1930 von Baurat Hartmann, 1954 verlängert; mit Ausstattung; sogenannter Bischofsstein, quaderartige Form mit stilisierter Bischofsmütze, Granit, 1908; an der Südseite der Kirche. | D-2-72-136-27 | BW             |
| Lackenhäuser 95 (Standort)  | Ehemaliges Zollhaus                             | Zweigeschossiger Walmdachbau mit Rundbogenfenstern, Gliederungselemente aus Haustein, um 1830; Brunnen, rechteckige Wasserschale und Auslauf aus Granit, gleichzeitig. | D-2-72-136-30 | BW             |
| Lackenhäuser 111 (Standort) | Kleinbauernhaus                                 | Eingeschossiger Schopfwalmdachbau, teilweise verschindelter Blockbau mit Giebelschrot, 1. Drittel 19. Jahrhundert. | D-2-72-136-31 | BW             |
| Lackenhäuser 131 (Standort) | Katholische Kapelle Maria Hilf                  | Satteldachbau mit segmentbogigem Schluss, mit offener Säulenvorhalle und Dachreiter, 1852; mit Ausstattung, beim Rosenberger Gut. | D-2-72-136-33 | BW             |
| Lackenhäuser 146 (Standort) | Rosenberger Gut, Adalbert-Stifter-Museum        | Gutshaus, zweigeschossiger Massivbau mit Mansardwalmdach, Portal und Fenster mit Hausteingliederungen, Türgerüst bezeichnet 1818; Seitenflügel, zweigeschossiger Massivbau mit Mansardwalmdach, im Erdgeschoss mit Segmentbogenöffnungen, Dachreiter mit Geläut, 1. Hälfte 19. Jahrhundert; Ökonomiegebäude, eingeschossiger Massivbau mit Halbwalmdach und Kniestock, Bruchsteinmauerwerk, bezeichnet 1837; Hofmauer, Bruchstein, 19. Jahrhundert. (Zur Geschichte des Hauses) | D-2-72-136-29 | weitere Bilder |

### Pleckenstein
| Lage                      | Objekt              | Beschreibung | Akten-Nr.     | Bild |
| ------------------------- | ------------------- | --- | ------------- | ---- |
| Pleckenstein 7 (Standort) | Ehemaliger Einödhof | Eingeschossiges Wohnstallstadelhaus mit Satteldach, Erdgeschoss des Wohnteils massives Granitmauerwerk, Giebel und Kniestock in Blockbauweise, im Kern um 1800, prägende Überformung wohl 1882, teilweise erneuert und erweitert. | D-2-72-136-48 | BW   |

### Riedelsbach
| Lage                      | Objekt      | Beschreibung | Akten-Nr.     | Bild |
| ------------------------- | ----------- | --- | ------------- | ---- |
| Riedelsbach 63 (Standort) | Dreiseithof | Wohnhaus eines Dreiseithofes, zweigeschossiger Satteldachbau, Erdgeschoss zum Teil verputzter Blockbau, 2. Hälfte 18. und 19. Jahrhundert; Stadel, eingeschossiger Satteldachbau, Holzständerwerk, 18./19. Jahrhundert. | D-2-72-136-36 | BW   |
| Riedelsbach 78 (Standort) | Kapelle     | Rechteckiger Walmdachbau mit dreiseitigem Schluss und Vorhalle, Granit-Bruchsteinmauerwerk, wohl 1950er/60er Jahre; mit älterer Ausstattung.                                                                            | D-2-72-136-38 | BW   |
| Riedelsbach 99 (Standort) | Kapelle     | Rechteckbau mit geschindeltem Walmdach, Quadermauerwerk, großteils verputzt, um Mitte 19. Jahrhundert. | D-2-72-136-37 | BW   |

### Schimmelbach
| Lage                       | Objekt                                  | Beschreibung | Akten-Nr.     | Bild |
| -------------------------- | --------------------------------------- | --- | ------------- | ---- |
| Schimmelbach 13 (Standort) | Bauernhaus eines ehemaligen Haufenhofes | Eingeschossiger Massivbau aus Bruchsteinmauerwerk, mit Schopfwalmdach und verbretterter Giebellaube, 1. Hälfte 19. Jahrhundert.     | D-2-72-136-39 | BW   |
| Schimmelbach 40 (Standort) | Kapelle                                 | Hofkapelle eines landwirtschaftlichen Anwesens, quaderförmiger Bruchsteinbau mit Walmdach, 1838.                                    | D-2-72-136-41 | BW   |
| Schimmelbach 41 (Standort) | Bauernhaus                              | Eineinhalbgeschossiger, verschindelter Blockbau mit Flachsatteldach und Teilausmauerung im Erdgeschoss, 2. Viertel 19. Jahrhundert, | D-2-72-136-40 | BW   |

## Ehemalige Baudenkmäler
In diesem Abschnitt sind Objekte aufgeführt, die früher einmal in der Denkmalliste eingetragen waren, jetzt aber nicht mehr. Objekte, die in anderem Zusammenhang also z. B. als Teil eines Baudenkmals weiter eingetragen sind, sollen hier nicht aufgeführt werden. Aktennummern in diesem Abschnitt sind ehemalige, jetzt nicht mehr gültige Aktennummern.

| Lage                                                   | Objekt             | Beschreibung                                            | Akten-Nr.     | Bild |
| ------------------------------------------------------ | ------------------ | ------------------------------------------------------- | ------------- | ---- |
| Klafferstraß Bei der Klafferstraße ()                  | Bildstock          | Steinsäule, Ende 18. Jahrhundert                        | D-2-72-136-22 |      |
| Klafferstraß In der „Godlwiese“. (Standort)            | Bildstock          | Steinsäule (sogenannte Pestsäule), Ende 18. Jahrhundert | D-2-72-136-23 | BW   |
| Klafferstraß Im Wald nördlich der Langmühle (Standort) | Feldkreuz aus Holz | Mitte 19. Jahrhundert                                   | D-2-72-136-26 | BW   |
| Pleckenstein In Branntweinhäuser (Standort)            | Holzkapelle        | 2. Hälfte 19. Jahrhundert; mit Ausstattung              | D-2-72-136-34 | BW   |
| Schimmelbach bei Haus Nummer 19 (Standort)             | Bildstock          | Steinsäule, Ende 18. Jahrhundert                        | D-2-72-136-42 | BW   |